# Christel Ferrier-Bruneau
Christel Ferrier-Bruneau (Montpeller, 20 de maig de 1982) és una ciclista canadenca d'origen francès. Professional des del 2007, actualment milita a l'equip SAS-Macogep. Combina la carretera amb el ciclocròs i el ciclisme de muntanya.

## Palmarès en ruta
- 2009
  -  Campiona de França en ruta
- 2010
  - 1a a la Copa de França
  - 1a al Cholet-Pays de Loire Dames
  - 1a al Ladies Berry Classic’s Cher
  - 1a al Gran Premi de França
- 2011
  -  Campiona de França en ruta
- 2013
  - Medalla d'or als Jocs de la Francofonia en ruta

## Palmarès en ciclocròs
- 2008-2009
  - 1a a la Challenge la France cycliste
- 2009-2010
  - 1a a la Challenge la France cycliste
- 2010-2011
  - 1a a la Challenge la France cycliste